# Элементарные школы лютеранского прихода Святой Анны
Элементарные школы лютеранского прихода Святой Анны — памятник архитектуры. Расположен в Центральном районе Санкт-Петербурга, современный адрес дома — Кирочная улица, 8 литера А.
Заказ был поручен Л. А. Ильину и А. Ф. Бубырю, незадолго до этого построившим доходный дом на соседнем участке. Проект был составлен не позднее весны 1905 года.
Основная часть фасада гладко облицована светлым матовым кирпичом (на первом этаже обнажена кирпичная кладка), небольшие (за что современники раскритиковали проект) окна с лучковыми перемычками расставлены равномерно (хотя всё же возможно увидеть чуть более широкие простенки между классами); выделяются только входные тамбуры и криволинейные щипцы с тройными окнами. В здании были раздельные училища для мальчиков и для девочек, с разными входами и лестницами. В каждом училище было восемь классов по 3―4 окна, двусветные рекреационные залы (освещённые через чуть более крупные окна и мелкие окошки), хорошо освещённые коридоры и преподавательские помещения. На первом этаже были вестибюли, гардеробы, квартира надзирательницы и управление домами прихода. По центру фасада расположен с большим выносом железный карниз. Тамбуры не совпадают по осям с щипцами, они также завершены криволинейно, украшены изображением цветов, вырезанных по горшечному камню, и датой окончания постройки «1906». Внутри тамбуры были украшены витражами, в 2018 году были обнаружены объявления об их продаже.
Здание пятиэтажное, П-образное в плане с укороченными крыльями, с пологими лестницами; школа разделена по горизонтали, 2―3 этажи были предназначены для девочек, а 4―5 — для мальчиков. С тыльной стороны стены неоштукатурены (как и стены соседнего доходного дома церкви). Южное крыло асимметрично, с трехгранным выступом лестничной клетки.
Здание продолжает использоваться в качестве учебного заведения.